# 66999 Cudnik
66999 Cudnik è un asteroide della fascia principale. Scoperto nel 1999, presenta un'orbita caratterizzata da un semiasse maggiore pari a 2,9956624 au e da un'eccentricità di 0,0449366, inclinata di 8,81132° rispetto all'eclittica.